# Halanthium mamanense
Halanthium mamanense är en amarantväxtart som beskrevs av Aleksandr Andrejevitj Bunge. Halanthium mamanense ingår i släktet Halanthium och familjen amarantväxter. Inga underarter finns listade i Catalogue of Life.